# Billboard Music Award for Top Streaming Song (Video)
Die Billboard Music Award for Top Streaming Song (Video) wurden erstmals im Rahmen der Billboard Music Awards 2011 vergeben. Ausgezeichnet werden Lieder, die im Streaming-Video-Verfahren erfolgreich waren. Für die Künstlerauszeichnungen siehe Billboard Music Award for Top Streaming Artist und für die Audio-Streaming-Titel Billboard Music Award for Top Streaming Song (Audio). Am Häufigsten nominiert war Taylor Swift und Bruno Mars (je dreimal). Die Kategorie wurde nach 2019 aufgegeben und durch die Billboard Music Award for Top Streaming Song ersetzt, die sowohl Video als auch Audio beinhaltet.

## Gewinner und Nominierte
| Jahr | Song           | Künstler                                            | Nominierungen | Ref.  |
| ---- | -------------- | --------------------------------------------------- | --- | ----- |
| 2011 | Baby           | Justin Bieber feat. Ludacris                        | - Eminem featuring Rihanna – Love the Way You Lie - Eminem – Not Afraid - Lady Gaga – Bad Romance - Shakira featuring Freshlyground – Waka Waka (This Time for Africa)                           | [ 1 ] |
| 2012 | Super Bass     | Nicki Minaj                                         | - LMFAO feat. Lauren Bennett and GoonRock – Party Rock Anthem - Adele – Someone like You - Bruno Mars – The Lazy Song - LMFAO – Sexy and I Know It                                               | [ 2 ] |
| 2013 | Gangnam Style  | Psy                                                 | - Fun feat. Janelle Monáe – We Are Young - Carly Rae Jepsen – Call Me Maybe - Macklemore & Ryan Lewis feat. Wanz – Thrift Shop - Taylor Swift – We Are Never Ever Getting Back Together          | [ 3 ] |
| 2014 | Wrecking Ball  | Miley Cyrus                                         | - Baauer – Harlem Shake - Miley Cyrus – We Can't Stop - Macklemore & Ryan Lewis feat. Wanz– Thrift Shop - Katy Perry – Roar                                                                      | [ 4 ] |
| 2015 | Shake It Off   | Taylor Swift                                        | - Idina Menzel – Let It Go - Bobby Shmurda – Hot Boy - Taylor Swift – Blank Space - Meghan Trainor – All About That Bass                                                                         | [ 5 ] |
| 2016 | Watch Me       | Silentó                                             | - Fetty Wap – Trap Queen - Wiz Khalifa feat. Charlie Puth – See You Again - Mark Ronson feat. Bruno Mars – Uptown Funk! - The Weeknd – The Hills                                                 | [ 6 ] |
| 2017 | Panda          | Desiigner                                           | - Rae Sremmurd featuring Gucci Mane – Black Beatles - The Chainsmokers featuring Halsey – Closer - Twenty One Pilots – Heathens - Zay Hilfigerrr & Zayion McCall – Juju on That Beat (TZ Anthem) |       |
| 2018 | Despacito      | Luis Fonsi and Daddy Yankee featuring Justin Bieber | - Cardi B – Bodak Yellow - Lil Pump – Gucci Gang - Ed Sheeran – Shape of You - Bruno Mars – That's What I Like                                                                                   |       |
| 2019 | In My Feelings | Drake                                               | - Juice Wrld – Lucid Dreams - Maroon 5 featuring Cardi B – Girls Like You - Travis Scott – Sicko Mode - XXXTentacion – SAD!                                                                      | [ 7 ] |

## Häufigste Siege und Nominierungen
Bisher gewann kein Künstler den Award zweimal.

### Häufigste Nominierungen
Macklemore & Ryan Lewis feat. Wanz wurden mit Thrift Shop zweimal in aufeinanderfolgenden Jahren nominiert.
3 Nominierungen
- Taylor Swift
- Bruno Mars

2 Nominierungen
- Miley Cyrus
- LMFAO
- Macklemore & Ryan Lewis
- Justin Bieber
- Cardi B